# Aprilci
Aprilci (in bulgaro Априлци?) è un comune bulgaro situato nella Regione di Loveč di 3 584 abitanti (dati 2009). La sede comunale è nella località omonima

## Località
Il comune è formato dall'insieme delle seguenti località:
- Aprilci (sede comunale)
- Draškova poljana
- Skandaloto
- Velčevo